# Ambernac
Ambernac ist ein Ort und eine westfranzösische Gemeinde mit 377 Einwohnern (Stand 1. Januar 2022) im Département Charente in der Region Nouvelle-Aquitaine (Frankreich).

## Lage
Der Ort Ambernac liegt etwa einen Kilometer östlich der Charente in einer Höhe von etwa 183 m ü. d. M. Er befindet sich etwa 55 km (Fahrtstrecke) nordöstlich von Angoulême in der alten Kulturlandschaft des Angoumois, einem Teil der Charente; bis nach Poitiers sind es rund 77 km in nördlicher Richtung.

## Bevölkerungsentwicklung
| Jahr      | 1800 | 1851 | 1901 | 1954 | 1999 | 2018 |
| Einwohner | 1004 | 1120 | 1033 | 569  | 422  | 374  |

Der kontinuierliche Bevölkerungsrückgang seit dem Ende des 19. Jahrhunderts ist im Wesentlichen eine Folge der Reblauskrise im Weinbau und der zunehmenden Mechanisierung der Landwirtschaft.

## Wirtschaft
In früheren Jahrhunderten lebten die Einwohner als Selbstversorger vom Ertrag ihrer Felder und Gärten; auch Viehzucht wurde in geringem Umfang betrieben. Seit dem ausgehenden Mittelalter wurde der Weinbau in der Charente vorangetrieben, der jedoch – trotz der Weintraube im Ortswappen – nach der Reblauskrise nie mehr sein früheres Niveau erreichte. Stattdessen widmeten sich die Bauern wieder der Feldwirtschaft und der Viehzucht. Landwirtschaft, Handwerk und Kleinhandel spielen auch heute noch die größte Rolle im Wirtschaftsleben des Ortes. Einige der leerstehenden Häuser sind als Ferienhäuser (gîtes) ausgewiesen.

## Geschichte
Das Gemeindegebiet von Ambernac gehörte zum Siedlungsgebiet des keltischen Stammes der Lemoviken, die im Jahr 51 v. Chr. von Julius Caesar unterworfen wurden. Eine Römerstraße führte von Avaricum (Bourges) nach Ecolisma (Angoulême) führte durch das Gebiet der Gemeinde; ein Meilenstein (miliarium) befindet sich heute im Musée d’Angoulême. In merowingischer Zeit wurden hier Münzen mit dem Schriftzug Andebrenaco geprägt. Im frühen Mittelalter gehörte der Ort zur historischen Provinz des Poitou; er wurde jedoch im 11. Jahrhundert von den Grafen von Angoulême annektiert.

## Sehenswürdigkeiten
- Die Kirche Saint-Pierre stammt ursprünglich aus dem 13. Jahrhundert; von ihr sind jedoch nur noch die Ostteile (Apsis, eine Kapelle und das Untergeschoss des Glockenturms mit begleitendem Treppenturm) erhalten. Der Neubau des einschiffigen Langhauses mit Seitenkapellen und des oberen Teils des Glockenturms entstand in den Jahren 1901/02.

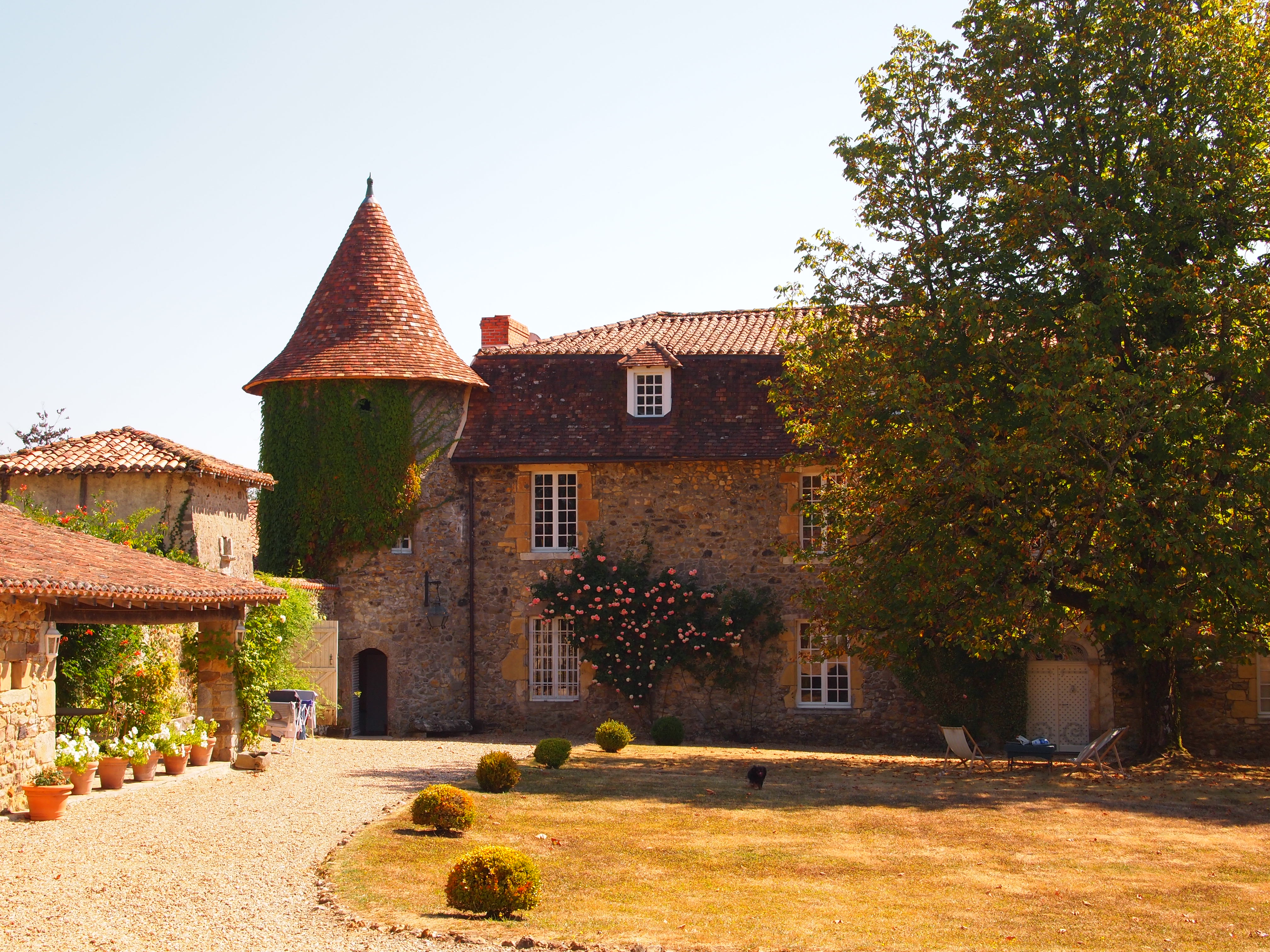
Château du Plaisnaud

- Neben der Kirche wurden Gräber aus merowingischer Zeit entdeckt.
- Am Ortsrand steht ein Waschhaus (lavoir) aus dem 19. Jahrhundert.
- Das zweigeschossige und mit einem Mansarddach gedeckte Château du Plaisnaud (manchmal auch Château du Praisnaud) befindet sich etwa drei Kilometer nordöstlich des Ortes (45/59/08.88/N| und 0/34/26.04/E). Es stammt aus dem 16. Jahrhundert; im 17. Jahrhundert entstand der heutige Wohntrakt (corps de logis). Von den beiden seitlichen Rundtürmen ist einer original; der andere wurde im 19. Jahrhundert ergänzt. Das Landschlösschen befindet sich in Privatbesitz und ist seit dem Jahr 2004 als Monument historique anerkannt.[2]